# Вине, Роберт
Ро́берт Ви́не (нем. Robert Wiene, 27 апреля 1873, Бреслау — 17 июля 1938, Париж) — немецкий кинорежиссёр, один из зачинателей киноэкспрессионизма.

## Биография
Дата и место рождения Роберта Вине точно не установлены. По всей вероятности, он родился в 1873 году в Бреслау (сегодня Вроцлав), а не в 1881 году в Дрездене, как это часто указывается. Его отец Карл Вине был известным саксонским придворным артистом чешского происхождения. Младший брат Конрад Вине стал театральным актёром и кинорежиссёром.
В 1894 году в Берлине Роберт Вине начал изучать юриспруденцию, а через год продолжил учёбу в Вене. В 1908 и 1909 годах был руководителем двух небольших театров. В 1913 году дебютировал в кино в качестве сценариста и режиссёра. Всемирную известность получил благодаря экспрессионистскому фильму «Кабинет доктора Калигари» (Das Cabinet des Dr. Caligari, 1920). Поставил в том же стиле «Генуине» (Genuine, 1921), «Раскольников» (Raskolnikow, 1923) по Достоевскому и «Иисус Назаретянин, Царь Иудейский» (1923) с Григорием Хмарой.
В 1934 году Роберт Вине эмигрировал из Германии и после коротких остановок в Будапеште и Лондоне обосновался в Париже. Попытка поставить вместе с Жаном Кокто звуковой ремейк фильма «Кабинет доктора Калигари» успехом не увенчалась.
Роберт Вине умер 17 июля 1938 года в Париже и был похоронен на кладбище Баньё в департаменте О-де-Сен.

## Избранная фильмография
- 1915 — Бедная Ева
- 1915 — Гордость фирмы
- 1915 — Он справа, она — слева
- 1915 — Законсервированная невеста
- 1916 — Ширма с лебедем
- 1916 — Любовное письмо королевы
- 1916 — Мужчина в зеркале
- 1916 — Невеста разбойника
- 1916 — Секретарь королевы
- 1920 — У ворот жизни
- 1920 — Возвращение Одиссея
- 1920 — Опасная игра
- 1920 — Кабинет доктора Калигари
- 1920 — Сатана
- 1920 — Окружным путём к браку
- 1920 — Кровь предков
- 1920 — Три танца Мари Вильфорд
- 1920 — Генуине
- 1920 — Ночь королевы Изабеллы
- 1920 — Месть женщины
- 1921 — Адская ночь
- 1921 — Игра с огнём
- 1922 — Саломея
- 1922 — Трагикомедия
- 1923 — Иисус Назаретянин, Царь Иудейский
- 1923 — Кукольный мастер из Кианг-Нинг
- 1923 — Раскольников
- 1925 — Руки Орлака
- 1923 — Пансион Гроонен
- 1925 — Гвардейский офицер
- 1926 — Королева Мулен-Руж
- 1926 — Кавалер роз
- 1927 — Знаменитая женщина
- 1927 — Любимая
- 1928 — Муки женщины
- 1928 — Великая путешественница
- 1928 — Мужья Леонтины
- 1928 — Бесчинства любви
- 1930 — Другой
- 1931 — Паника в Чикаго
- 1931 — Любовный экспресс
- 1934 — Полицейские действия
- 1934 — Ночь в Венеции
- 1938 — Ультиматум